# How Could Hell Be Any Worse?
How Could Hell Be Any Worse? – pierwszy regularny album amerykańskiego zespołu punk-rockowego Bad Religion. Wydany w 1982. Został nagrany za 1000 dolarów przez ojca gitarzysty zespołu Bretta Gurewitza. Płyta okazała się niespodziewanym sukcesem - w ciągu roku rozeszło się ponad 10 000 kopii. Bez wątpienia na ten fakt wpłynęło brzmienie, które znacznie poprawiło się od czasu poprzedniego wydawnictwa, EPki Bad Religion. Nagranie zostało wznowione w roku 1982, jako płyta winylowa. Reedycji na CD doczekało się dwa razy: najpierw w roku 1991 jako część kompilacji 80 – 85, a następnie jako zremasterowany album w roku 2004.
Na wydawnictwie tym możemy po raz pierwszy usłyszeć Pete’a Finestone’a, który nagrał niektóre piosenki w zastępstwie nieobecnego perkusisty Jaya Ziskourta. Natomiast solówkę w utworze "Part III" zagrał Greg Hetson, członek m.in. zespołu Circle Jerks, który w późniejszym czasie na stałe dołączy do Bad Religion.
"We're Only Gonna Die," i "Fuck Armageddon... This Is Hell" nadal są często grane na koncertach grupy. Wiele znanych zespołów punkowych (i nie tylko - wystarczy tu wspomnieć o Biohazard) tworzy covery wyżej wspomnianych piosenek. Również bardzo dużo grup punk - rockowych jako swoją inspirację wskazuje tę płytę.
Okładka wydawnictwa inspirowana jest Boską komedią Dantego.

## Lista utworów
1. We're only gonna die
2. Latch key kids
3. Part III
4. Faith in god
5. Fuck armageddon...this is hell
6. Pity
7. In the night
8. Damned to be free
9. White thrash(2nd generation)
10. American dream
11. Eat your dog
12. Voice of god is government
13. Oligarchy
14. Doing time

## Skład zespołu
- Greg Graffin – wokal
- Brett Gurewitz – gitara
- Jay Bentley – gitara basowa
- Pete Finestone – perkusja w utworach 1, 3, 4, 6, 7, and 13
- Jay Ziskrout – perkusja w utworach 2, 5, 8, 9, 10, 11, 12, and 14
- Greg Hetson – solo gitary w piosence Part III